# Валанс — Шабёй
Аэропо́рт Вала́нс — Шабёй (фр. Aéroport de Valence-Chabeuil) — аэропорт во Франции, расположенный примерно в 5 милях (8 км) к востоку от Валанса (в департаменте Дром, регион Рона — Альпы) и примерно в 300 милях (483 км) к юго-юго-востоку от Парижа.
Аэропорт был аэродромом французских ВВС (Armée de l’Air) до Второй мировой войны. После битвы за Францию он был захвачен нацистской Германией в ноябре 1942 года. Позже он использовался Люфтваффе, а после вторжения союзников на юг Франции в августе 1944 года — Двенадцатой воздушной армией ВВС Армии США.
Используемый базой французских ВВС после войны, он был закрыт, и сегодня аэропорт используется для авиации общего назначения, без коммерческих авиалиний. Он до сих пор иногда используется военными самолётами. Французская армейская авиация (Aviation légère de l’Armée de terre) в течение многих лет содержала здесь небольшой анклав, эксплуатируя небольшое количество различных типов вертолётов в составе испытательного подразделения GALSTA/STAT. Несколько лет назад было объявлено о закрытии этого объекта (с переездом подразделения в Ле-Люк), но, вероятно, оно было отменено.

## История
История аэропорта восходит к 1930-м годам, когда французские ВВС (Armée de l’Air) основали авиабазу Валанс-Шабёй. Это была штаб-квартира Zone d’Opérations Aériennes des Alpes — Z.O.A.A. (Зона воздушных операций Альп). Известными назначенными оперативными подразделениями были:
- G.R. II/14 Potez 637 (1)
- G.A.O. 582 Potez 63.11
- G.A.O. 1/584 Potez Potez 63.11 (3)

Potez был тяжёлым двухмоторным истребителем. С началом войны в мае 1940 года отряд не участвовал в боевых действиях против немцев в битве за Францию. Однако операции проводились против итальянской армии после итальянского вторжения во Францию 10 июня. После Второго перемирия в Компьене подразделения Armée de l’Air, приписанные к аэродрому, были отправлены во Французскую Северную Африку, а аэропорт был закрыт вишистским правительством Франции.

### Использование немцами во время Второй мировой войны
После силовой оккупации вишистской Франции в ноябре 1942 года в результате операции «Антон» части вермахта переместились в район Валенсии, а аэропорт перешёл под контроль люфтваффе. Однако он не использовался в качестве оперативной базы до июля 1943 года, когда XI. Fliegerkorps перебросил Luftlandegeschwader 1 (LLG 1) (воздушно-десантная эскадрилья 1) в аэропорт, оснащённый 32 разведывательными самолётами Henschel Hs 126 и 120 лёгкими транспортными планерами DFS 230. В начале августа 1944 года Kampfgeschwader 26 (KG 26) перебросил Junkers Ju 88 на аэродром, чтобы атаковать наступающие силы Седьмой армии США, двигавшиеся на север, но люфтваффе было вытеснено атаками Двенадцатой воздушной армии.

### Использование американцами
Боевые инженеры Двенадцатой воздушной армии переместились в аэропорт Валанс-Шабёй в конце августа 1944 года, очистили аэропорт от мин и уничтожили немецкие самолёты. 2 сентября 1944 года он был объявлен готовым к боевой эксплуатации. Он получил обозначение Advanced Landing Ground «Y-23 Valence». 79-я истребительная группа была приписана к аэропорту и эксплуатировала истребители-бомбардировщики P-47 Thunderbolt до конца сентября 1944 года, пока не двинулась на север с наступающими войсками союзников. После ухода боевой части Валанс-Шабёй стал транспортным аэродромом, обеспечивающим пополнение запасов C-47 Skytrain, а также полёты для эвакуации раненых, пока 20 ноября 1944 года не был возвращён под контроль Франции.

### Послевоенное/современное использование
В 1945 году Armée de l’Air вернулась на свой аэродром и аэродром вернулся к своему довоенному статусу действующей авиабазы. Для полётов реактивных самолётов проложили всепогодную асфальтированную взлётно-посадочную полосу длиной 2100 м, а повреждения, нанесённые во время Второй мировой войны, отремонтировали. Неизвестно, когда он был преобразован в гражданский аэропорт.
Сегодня аэропорт представляет собой современный, полностью оборудованный объект с двумя дополнительными параллельными взлётно-посадочными полосами с травяным покрытием, доступными для использования. Доступны большая рампа для стоянки самолётов, ангар и вспомогательные постройки.